# Синешти (Јаши)
Синешти (рум. Sineşti) насеље је у Румунији у округу Јаши у општини Синешти. Oпштина се налази на надморској висини од 161 m.

## Становништво
Према подацима из 2002. године у насељу је живело 4274 становника, од којих су сви румунске националности.

### Хронологија
| Година       | 1992 | 1993 | 1994 | 1995 | 1996 | 1997 | 1998 | 1999 | 2000 | 2001 | 2002 | 2003 | 2004 | 2005 | 2006 | 2007 | 2008 | 2009 | 2010 | 2011 | 2012 | 2013 | 2014 | 2015 | 2016 | 2017 |
| ------------ | ---- | ---- | ---- | ---- | ---- | ---- | ---- | ---- | ---- | ---- | ---- | ---- | ---- | ---- | ---- | ---- | ---- | ---- | ---- | ---- | ---- | ---- | ---- | ---- | ---- | ---- |
| Становништво | 4615 | 4604 | 4557 | 4552 | 4525 | 4550 | 4551 | 4583 | 4589 | 4601 | 4575 | 4604 | 4586 | 4560 | 4585 | 4606 | 4640 | 4672 | 4675 | 4690 | 4688 | 4664 | 4665 | 4622 | 4596 | 4519 |